# Didymocylindrus
Didymocylindrus är ett släkte av plattmaskar. Didymocylindrus ingår i familjen Didymozoidae.
Kladogram enligt Catalogue of Life:
| Didymocylindrus | \| \| Didymocylindrus filiformis \| \| \| \| \| \| Didymocylindrus simplex \| \| \| \| |
|                 | \| \| Didymocylindrus filiformis \| \| \| \| \| \| Didymocylindrus simplex \| \| \| \| |
|                 | Adenodidymocystis                                                                      |
|                 |                                                                                        |
|                 | Allometanematobothrioides                                                              |
|                 |                                                                                        |
|                 | Annulocystis                                                                           |
|                 |                                                                                        |
|                 | Atalostrophion                                                                         |
|                 |                                                                                        |
|                 | Coeliodidymocystis                                                                     |
|                 |                                                                                        |
|                 | Coeliotrema                                                                            |
|                 |                                                                                        |
|                 | Colocyntotrema                                                                         |
|                 |                                                                                        |
|                 | Dermatodidymocystis                                                                    |
|                 |                                                                                        |
|                 | Didymocystis                                                                           |
|                 |                                                                                        |
|                 | Didymoproblema                                                                         |
|                 |                                                                                        |
|                 | Gonapodasmius                                                                          |
|                 |                                                                                        |
|                 | Lobatozoum                                                                             |
|                 |                                                                                        |
|                 | Nematobothrioides                                                                      |
|                 |                                                                                        |
|                 | Nematobothrium                                                                         |
|                 |                                                                                        |
|                 | Neodiplotrema                                                                          |
|                 |                                                                                        |
|                 | Neonematobothrioides                                                                   |
|                 |                                                                                        |
|                 | Neounitubulotestis                                                                     |
|                 |                                                                                        |
|                 | Oesophagocystis                                                                        |
|                 |                                                                                        |
|                 | Opepherotrema                                                                          |
|                 |                                                                                        |
|                 | Opisthorchinematobothrium                                                              |
|                 |                                                                                        |
|                 | Orbitonematobothrium                                                                   |
|                 |                                                                                        |
|                 | Ovarionematobothrium                                                                   |
|                 |                                                                                        |
|                 | Phacelotrema                                                                           |
|                 |                                                                                        |
|                 | Platocystis                                                                            |
|                 |                                                                                        |
|                 | Reniforma                                                                              |
|                 |                                                                                        |
|                 | Unitubulotestis                                                                        |
|                 |                                                                                        |
|                 | Univitellannulocystis                                                                  |
|                 |                                                                                        |
|                 | Univitellodidymocystis                                                                 |
|                 |                                                                                        |
|                 | Didymocylindrus filiformis                                                             |
|                 |                                                                                        |
|                 | Didymocylindrus simplex                                                                |
|                 |                                                                                        |

|  | Didymocylindrus filiformis |
|  |                            |
|  | Didymocylindrus simplex    |
|  |                            |